# Masato Kato
Masato Kato (加藤正人  Katō Masato nacido el 28 de marzo de 1963?) es un desarrollador y escritor de escenarios de videojuegos japonés. Trabajó por primera vez para Tecmo en Captain Tsubasa y la serie Ninja Gaiden. Luego trabajó en Gainax, y después en Square. Se lo conoce principalmente por haber escrito partes de la historia de Chrono Trigger (en el que escribió todo el material para profundizar y complementar la historia principal y todos los eventos en la era de 12,000 B.C.), Radical Dreamers, Xenogears y Chrono Cross, todos publicados por Square.
Kato dejó Square en 2002, casi inmediatamente tras el lanzamiento inicial de Final Fantasy XI, y continuó trabajando en la industria de los videojuegos como un escritor de escenarios freelance. En octubre de 2005, un anunció reveló que estaba trabajando con Square Enix en el equipo de Children of Mana. Luego continuó trabajando en la serie World of Mana.

## Trabajos
Masato Kato ha sido reconocido en los siguientes juegos e historias:
- Captain Tsubasa (1988): Animación de sprites
- Ninja Gaiden (1988): Dibujos
- Ninja Gaiden II: The Dark Sword of Chaos (1990): Director de películas, escenarios y dibujos
- Ninja Gaiden III: The Ancient Ship of Doom (1991): Director de la parte de acción
- Nadia: The Secret of Blue Water (1992): Director asistente, planificador, escritor del guion, gráficos[3]
- Princess Maker 2 (1993): Planificador, escritor del guion, gráficos
- Chrono Trigger (1995): Planificador de la historia, escritor del guion
- Radical Dreamers -Nusumenai Hōseki- (1996): Director, escritor del guion y escenarios
- Final Fantasy VII (1997): Planificador de eventos, escritor del guion
- Xenogears (1998): Planificador de eventos, escritor del guion
- Chrono Trigger (versión para PlayStation) (1999)Supervisor
- Chrono Cross (1999): Director, escritor del guion y escenarios, planificador de eventos, FMV storyboard
- Final Fantasy XI (2002): Trama y eventos
- Baten Kaitos: Eternal Wings and the Lost Ocean (2003): Escritor de escenarios, screenplay
- Five Seasons of kiЯitɘ (2005): Escritor de la historia
- Children of Mana (2006): Escritor de escenarios
- Deep Labyrinth (2006): Escritor de escenarios
- Dawn of Mana (2006): Escritor de escenarios
- Heroes of Mana (2007): Escritor de escenarios
- Sands of Destruction (2008): Escritor de escenarios[4]